# Обервис (Франция)
Оберви́с (фр. Obervisse) — коммуна во французском департаменте Мозель региона Лотарингия. Относится к кантону Буле-Мозель.

## Географическое положение

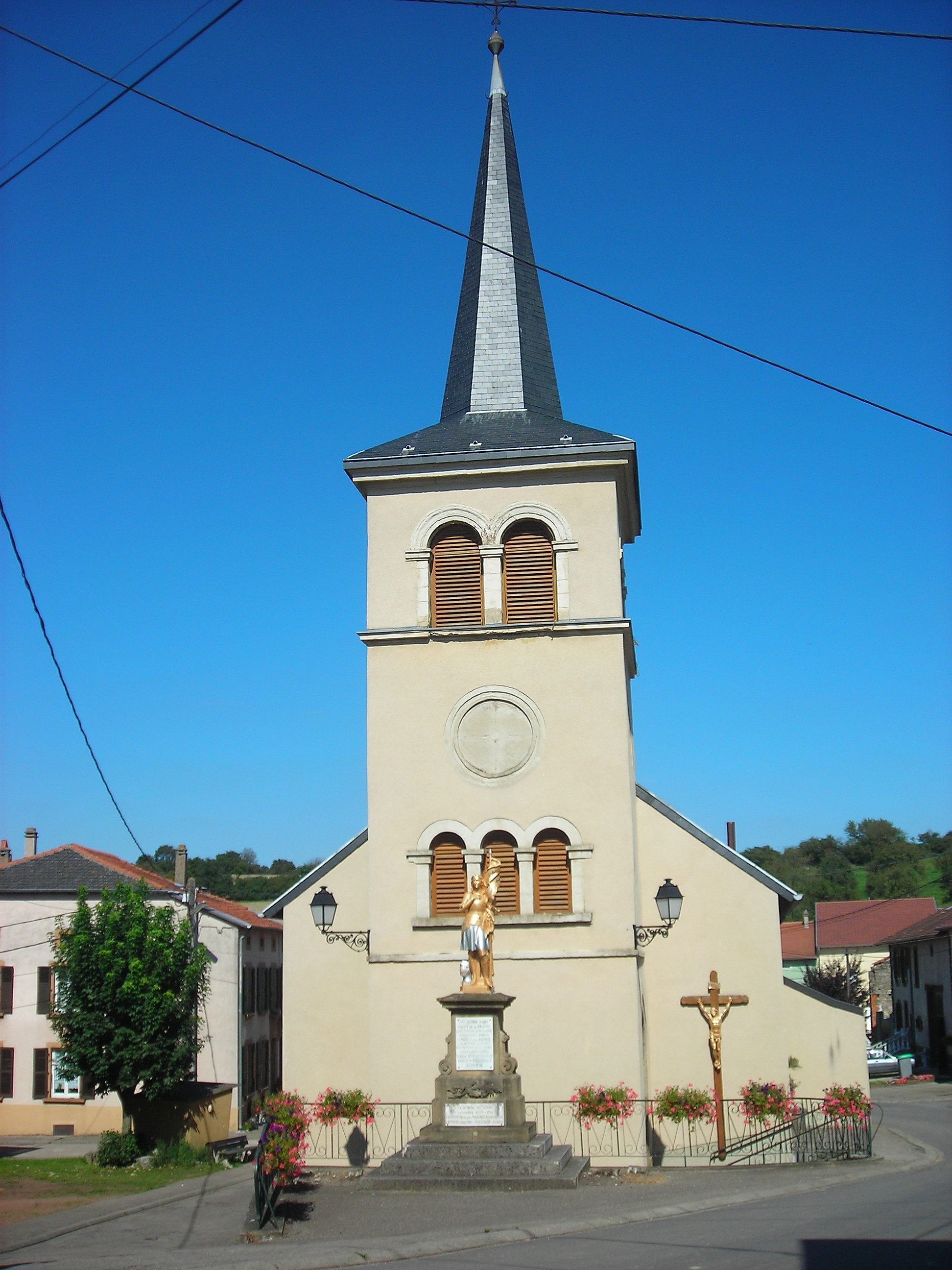
Церковь святого Губерта в Обервисе.

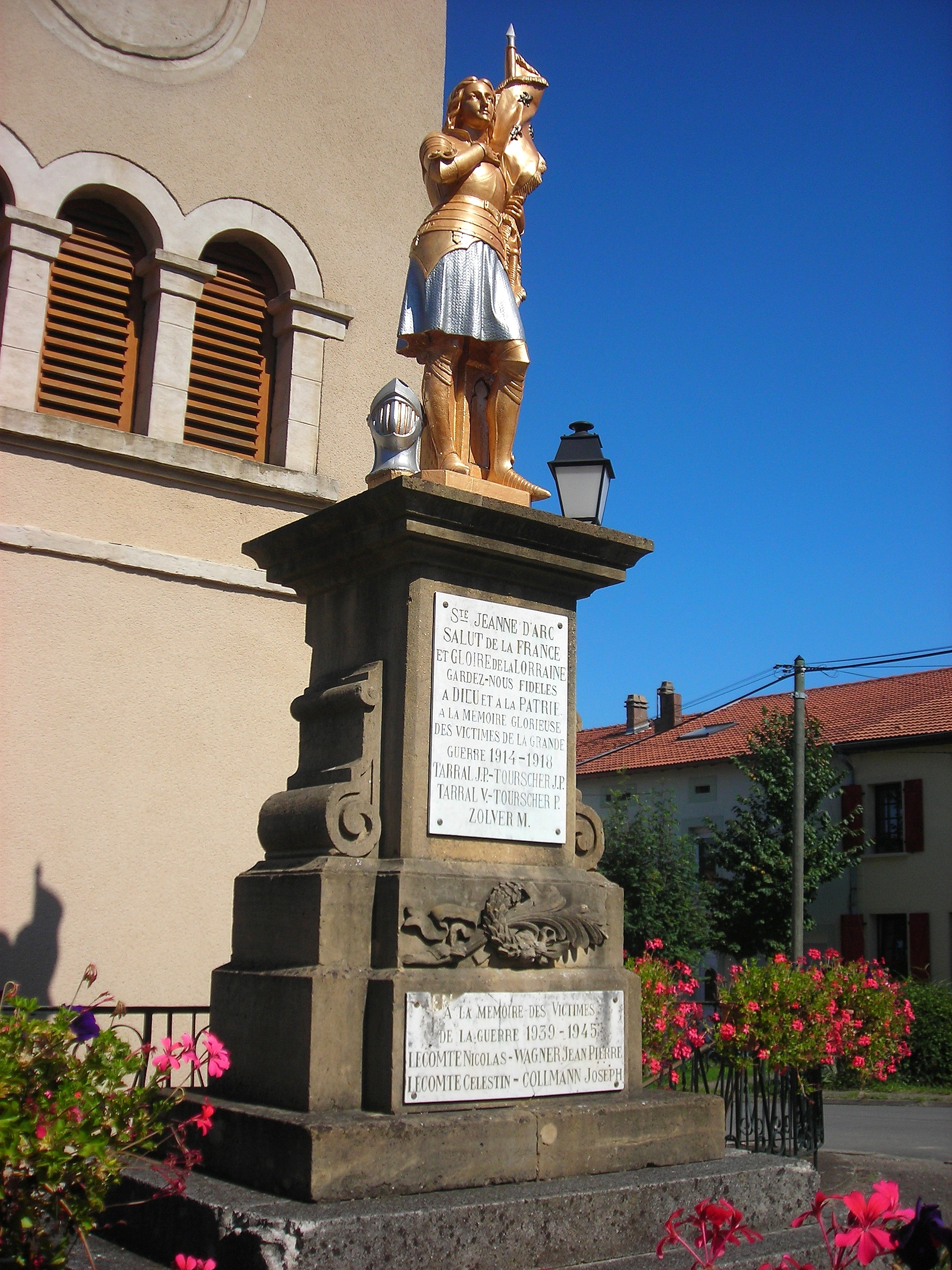
Памятник павшим.

Обервис расположен в 30 км к востоку от Меца. Соседние коммуны: Бистан-ан-Лоррен, Варсбер и Ам-су-Варсбер на северо-востоке, Порселет на востоке, Бушпорн на юго-востоке, Зиммен на юге, Нарбефонтен на юго-западе, Момерстроф на западе, Нидервис на северо-западе.

## История
- Следы древнеримского тракта.
- Коммуна бывшего герцогства Лотарингия. Входила в сеньорат Варсбер.
- В 1871 году Обервис по франкфуртскому договору отошёл к Германской империи и получил германизированное название Oberwiese. В 1918 году после поражения Германии в Первой мировой войне вновь вошёл в состав Франции в департамент Мозель.

## Демография
По переписи 2008 года в коммуне проживало 152 человека.

## Достопримечательности
- Бункер Моттенбер линии Мажино.
- Церковь святого Губерта XIX века.